# DogsBlog.com
DogsBlog.com — британский веб-сайт по пристройству бездомных собак, который основали Райан О’Мира и Ким Брюс и принадлежащий K9 Media Ltd. Он был запущен в январе 2007 года и с тех пор помог найти новый дом для более чем 21 тыс. собак благодаря предоставлению бесплатных услуг для 212 различных приютов для собак.

## История и достижения
Бен, 8-летний ши-тцу, стал 2000-й собакой, пристроенной через веб-сайт в мае 2008 года. К ноябрю 2008 года 3000 собак были пристроены в новые дома с показателем успеха 75 %; из каждых 100 собак, перечисленных на сайте, 75 были пристроены. Также в этот период наблюдался значительный рост веб-трафика, с увеличением посещаемости сайта на 334,98 % в течение года.
Четырехтысячный рубеж был взят 14 марта 2009 года четырехтысячной и 4001-й собаками по кличке Чарли и Милли, двумя щенками немецкой овчарки кросс-колли. В то же время было объявлено, что с момента своего основания DogsBlog.com сэкономил для индустрии защиты животных в Великобритании более 9 490 000 фунтов стерлингов.
Шеститысячной собакой, пристроенной через веб-сайт, в августе 2009 года стала Руби, помесь английского бультерьера и стаффордширского бультерьера.
Веб-сайт работал с национальными СМИ Великобритании, чтобы изменить общественное мнение о собаках и приютах для них.

### Национальный месяц пристройства собак
DogsBlog.com провел первый в Великобритании Национальный месяц пристройства собак в августе 2008 года. Ким Брюс из DogsBlog.com сказала: «Кампания направлена на то, чтобы полностью развеять миф о том, что собаки оказываются там из-за проблем со своим внешним видом, физическим или эмоциональным обликом». За месяц было отмечено увеличение количества пристроенных собак на 227 %.

## Партнерские благотворительные организации
DogsBlog.com связан с более чем 212 различных партнерских благотворительных и спасательных организаций по всей Великобритании.
Среди известных партнеров сайта — Battersea Dogs & Cats Home, The Mayhew Animal Home, различные центры «Королевского общества по предотвращению жестокого обращения с животными», «Синий крест», Dogs Trust, а также широкий спектр местных и специализированных зоозащитных обществ и приютов.